# Куатипуру

Куатипуру на карте штата.

Куатипуру (порт. Quatipuru) — муниципалитет в Бразилии, входит в штат Пара. Составная часть мезорегиона Северо-восток штата Пара. Входит в экономико-статистический микрорегион Брагантина. Население составляет 12 411 человек на 2010 год. Занимает площадь 326,113 км². Плотность населения — 38,06 чел./км².

## Демография
Согласно сведениям, собранным в ходе переписи 2010 г. Национальным институтом географии и статистики (IBGE), население муниципалитета составляет:
| Полное население                               | Полное население                               | Полное население                               | Полное население                               | 12 411 |
| ---------------------------------------------- | ---------------------------------------------- | ---------------------------------------------- | ---------------------------------------------- | ------ |
| в том числе:                                   | Городское население                            | 5313                                           | Процент городского населения, %                | 42,81  |
|                                                | Сельское население                             | 7098                                           | Процент сельского населения, %                 | 57,19  |
|                                                | Мужское население                              | 6461                                           | Процент мужского населения, %                  | 52,06  |
|                                                | Женское население                              | 5950                                           | Процент женского населения, %                  | 47,94  |
| Плотность населения, чел/км²                   | Плотность населения, чел/км²                   | Плотность населения, чел/км²                   | Плотность населения, чел/км²                   | 38,06  |
| Население муниципалитета в % к населению штата | Население муниципалитета в % к населению штата | Население муниципалитета в % к населению штата | Население муниципалитета в % к населению штата | 0,16   |

По данным оценки 2015 года население муниципалитета составляет 13 044 жителя.

## Статистика
- Валовой внутренний продукт на 2003 год составляет 20 098 132,00 реалов (данные: Бразильский институт географии и статистики).
- Валовой внутренний продукт на душу населения на 2003 год составляет 1732,60 реалов (данные: Бразильский институт географии и статистики).
- Индекс развития человеческого потенциала на 2000 год составляет 0,622 (данные: Программа развития ООН).

## География
Климат местности: жаркий гумидный.

## Важнейшие населенные пункты
| № | Населённый пункт | Населённый пункт (порт.) | Категория | Население чел. (2010) | На карте                       |
| - | ---------------- | ------------------------ | --------- | --------------------- | ------------------------------ |
| 1 | Куатипуру        | Quatipuru                | город     | 5313                  | 0°53′40″ ю. ш. 47°00′20″ з. д. |
| 2 | Боа-Виста        | Boa Vista                | поселок   | 4818                  | 0°48′55″ ю. ш. 47°01′29″ з. д. |
| 3 | Кумару           | Cumaru                   | поселок   | 450                   | 0°58′57″ ю. ш. 47°02′21″ з. д. |